# Kindertransport: Channel Crossing to Life

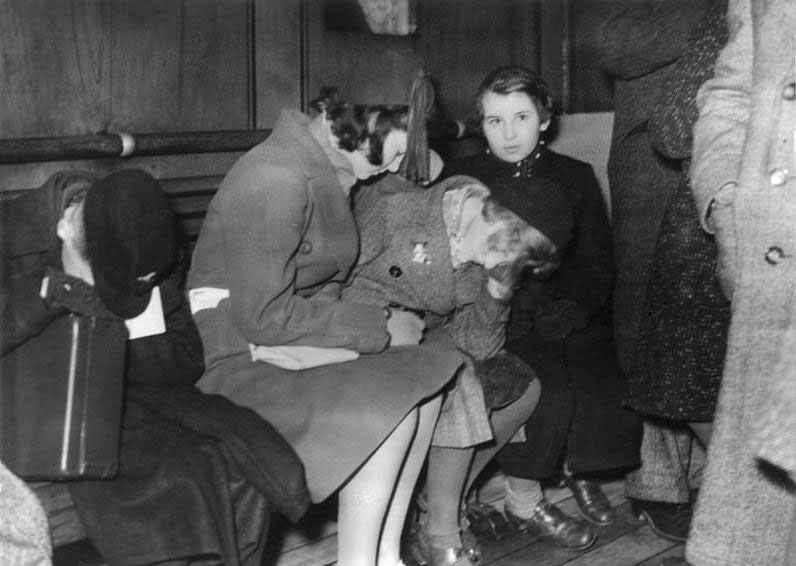
Joodse kinderen, onderdeel van het eerste kindertransport, komen op 2 december 1938 aan in de haven van Harwich

Kindertransport: Channel Crossing to Life is een bronzen standbeeld in Hoek van Holland uit 2011 vervaardigd door de Duits-Brits-Israëlische beeldhouwer Frank Meisler. Bij een zittend jongetje is de krant De Rotterdammer van 11 november 1938 afgebeeld, met daarin de berichten "Het toelaten van Duitsche Jodenkinderen" en "Duizenden Joden moeten Duitschland verlaten".

## Achtergrond
De kindertransporten, waarmee vanaf december 1938 tot het uitbreken van de Tweede Wereldoorlog joodse kinderen uit Duitsland, Oostenrijk, Polen en Tsjechoslowakije naar Engeland konden worden gebracht, ging vanaf de kindertehuisstations veelal per trein naar Nederland. De oversteek naar Harwich vond toen grotendeels plaats vanuit Hoek van Holland. De transporten werden ondersteund door de Nederlandse overheid en door vrijwilligers. Het eerste kindertransport, vanaf het Berlijnse Anhalter Bahnhof, arriveerde op 2 december 1938 in Harwich en bracht 196 kinderen over uit een Joods weeshuis in Berlijn. De meeste transporten vertrokken met de trein vanuit Wenen, Berlijn, Praag en andere grote steden (kinderen uit kleine steden reisden naar de transporten), vervolgens staken zij de Belgische en Nederlandse grens over en gingen zij per schip naar Engeland. Bij het toestaan van het kindertransport bepaalde de Britse overheid dat de kinderen niet ouder mochten zijn dan zeventien en dat hun ouders niet mochten meekomen. De nazi's bepaalden onder meer dat de kinderen op het station geen afscheid mochten nemen van de achterblijvers. Tegen de tijd dat de oorlog in 1939 uitbrak, werden op deze manier ongeveer tienduizend kinderen naar Groot-Brittannië gebracht.
Beeldhouwer Frank Meisler (1925-2018) is zelf een van de kinderen die door dit transport gered werden. Hij verliet zijn geboorteplaats Danzig op tienjarige leeftijd in 1939. Zijn ouders kwamen kort daarna om in Auschwitz. Vanaf 1960 woonde en werkte hij in Israël. Hij maakte ook beelden in:
- Gdansk, station: The Departure (2009)
- Berlijn, Bahnhoff Friedrichstrasse, Züge in das Leben - Züge in den Tod - Trains to Life, Trains to Death (2008)

## Tekst informatiebord

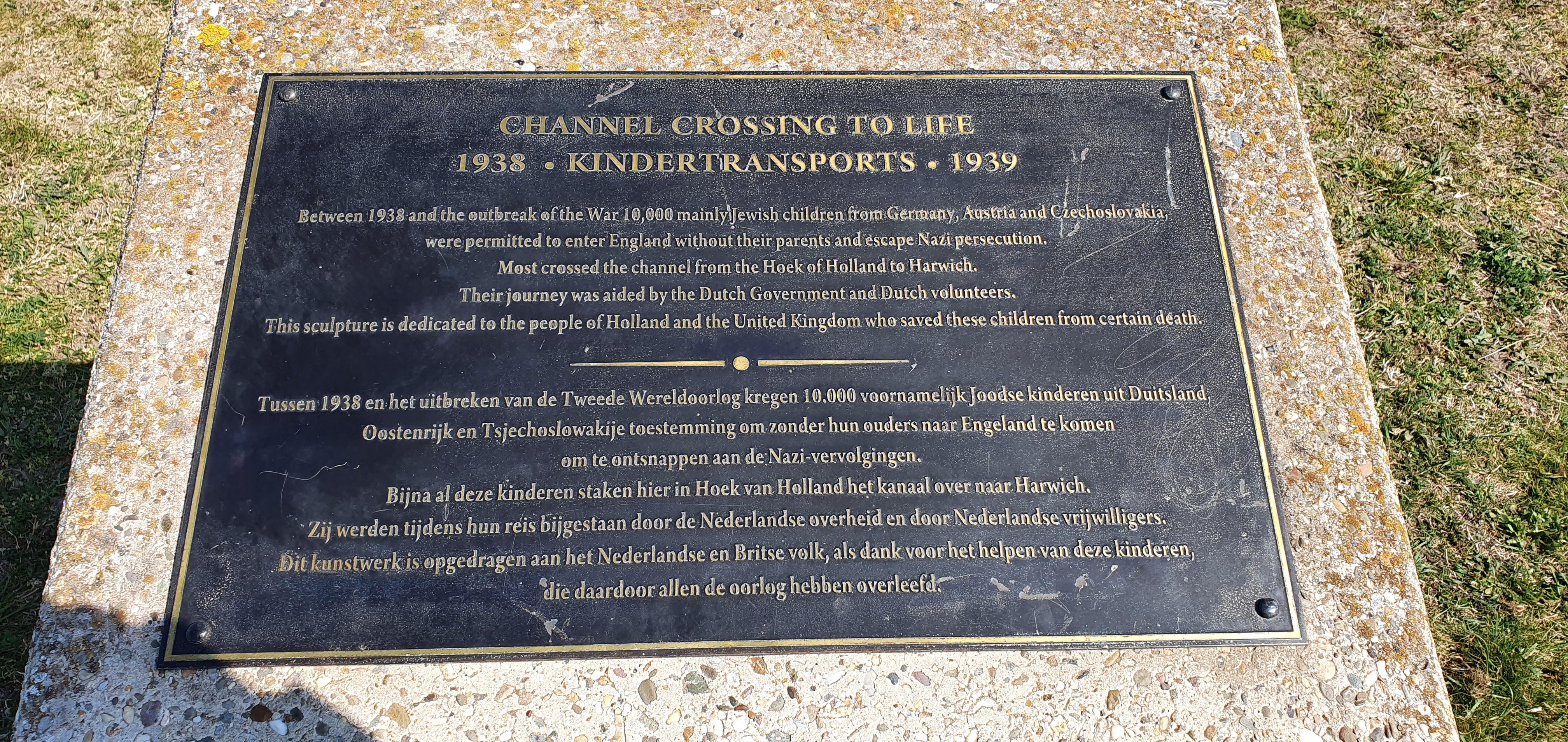
Plaquette Channel Crossing to Life

CHANNEL CROSSING TO LIFE / 1938 · KINDERTRANSPORTS · 1939.
Between 1938 and the outbreak of the War 10,000 mainly Jewish children from Germany, Austria and Czechoslovakia, were permitted to enter England without their parents and escape Nazi persecution. Most crossed the channel from the Hoek of Holland to Harwich. Their journey was aided by the Dutch Government and Dutch volunteers. This sculpture is dedicated to the people of Holland and the United Kingdom who saved these children from certain death.
Tussen 1938 en het uitbreken van de Tweede Wereldoorlog kregen 10.000 voornamelijk Joodse kinderen uit Duitsland, Oostenrijk en Tsjechoslowakije toestemming om zonder hun ouders naar Engeland te komen om te ontsnappen aan de Nazi-vervolgingen. Bijna al deze kinderen staken hier in Hoek van Holland het kanaal over naar Harwich. Zij werden tijdens hun reis bijgestaan door de Nederlandse overheid en door Nederlandse vrijwilligers. Dit kunstwerk is opgedragen aan het Nederlandse en Britse volk, als dank voor het helpen van deze kinderen, die daardoor allen de oorlog hebben overleefd.
This sculpture has been created thanks to the strong support of the City of Rotterdam
Dit monument is mede tot stand gekomen met inzet van de Gemeente Rotterdam
Much gratitude for the generous contributions of:
David Segal – in honour of his father Markus Segal * New York, USA
We must always remember… Michael Spektor’s Family
Friends and Leaders Worldwide * ISRAEL BONDS
In recognition of Dutch heroism and gratitude for the safe passage of the Kindertransport Association of Jewish Refugees, London, U.K.
Lisa Bechner – for her initiative and dedication 
Sculptors: Frank Meisler, Arie Ovadia, Jaffa, Israel, 2011

## Meislers beeldengroepen
Aan de voorkant van Station London Liverpool Street staat een beeldengroep Kindertransport: The Arrival, dat in 2006 door Meisler werd gemaakt. Het verving Flor Kent's brons Für das Kind, dat in 2003 was geplaatst. Dit memoreerde de komst van de tienduizend kinderen, die uit Hoek van Holland waren vertrokken.
Het laatste beeld dat hij in 2015 tezamen met Arie Ovadia in deze serie maakte, was Kindertransport: Der letzte Abschied op de Dag-Hammarskjöld-Platz voor de zuiduitgang van het Station Hamburg Dammtor. Tussen december 1938 en 1 september 1939 reisden er ongeveer duizend kinderen van Hamburg naar Groot-Brittannië.
De beeldengroepen van Meisler, die inmiddels de Europese Route der Kindertransporte zijn geworden, vertonen zowel overeenkomsten als verschillende ontwerpdetails. Zijn levensgrote bronzen sculpturen zijn zowel een gedenkteken voor de kinderen die blij naar Engeland vertrokken als voor de kinderen die met treinen van de Deutsche Reichsbahn naar concentratiekampen werden gedeporteerd. Daarom laten de gedenktekens op verschillende locaties twee groepen kinderen en jongeren zien die met hun rug naar elkaar staan wachten op een trein. De Times berichtte over de première van de documentaire film Into the Arms of Strangers: Stories of the Kindertransport van Deborah Oppenheimer en Mark Jonathan Harris en gepresenteerd door actrice Judi Dench op 7 september 2000 in Londen. De film won een Academy Award voor beste documentaire.

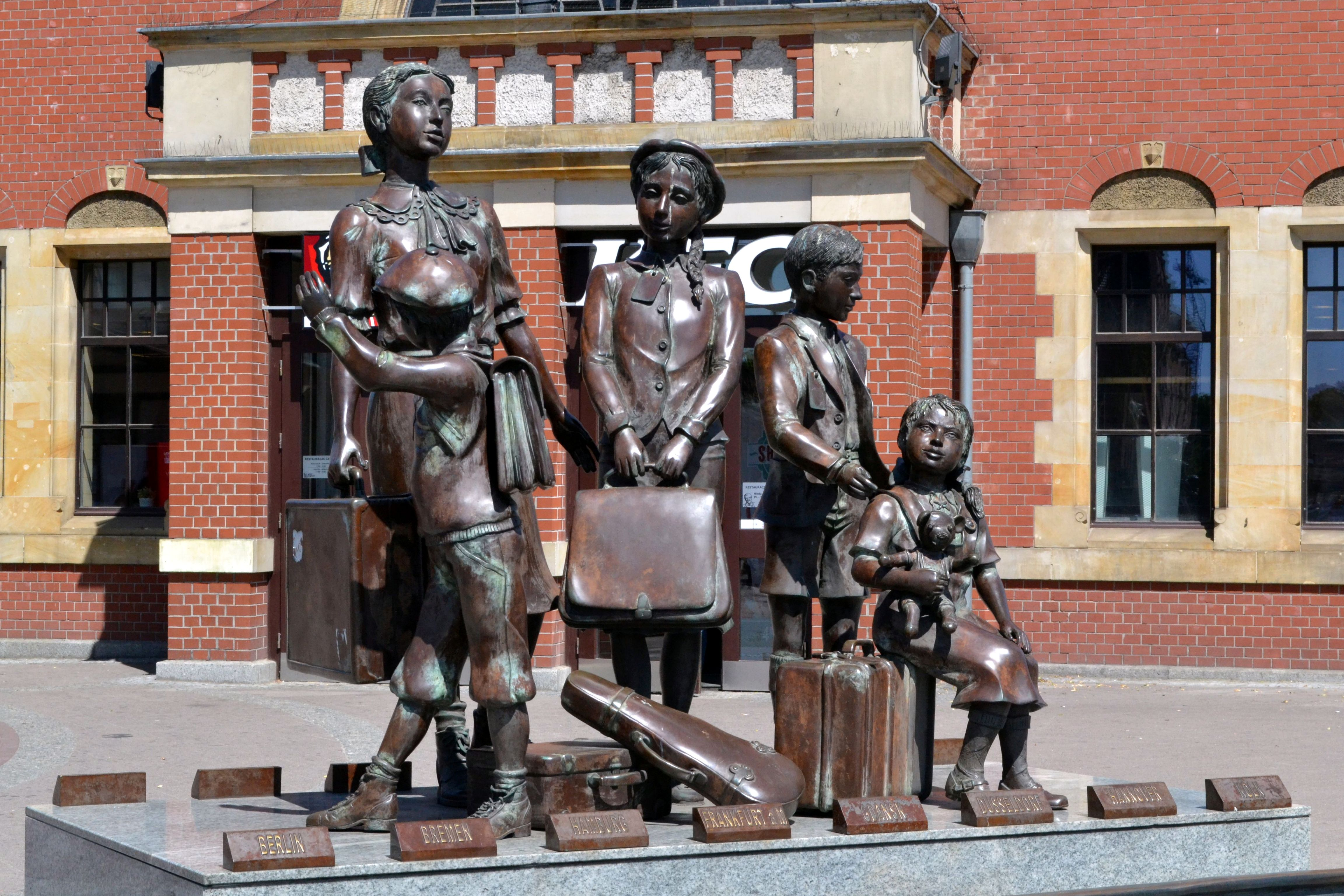
Das Denkmal Kindertransport Die Abreise von Frank Meisler vor dem Hauptbahnhof Danzig, 2009
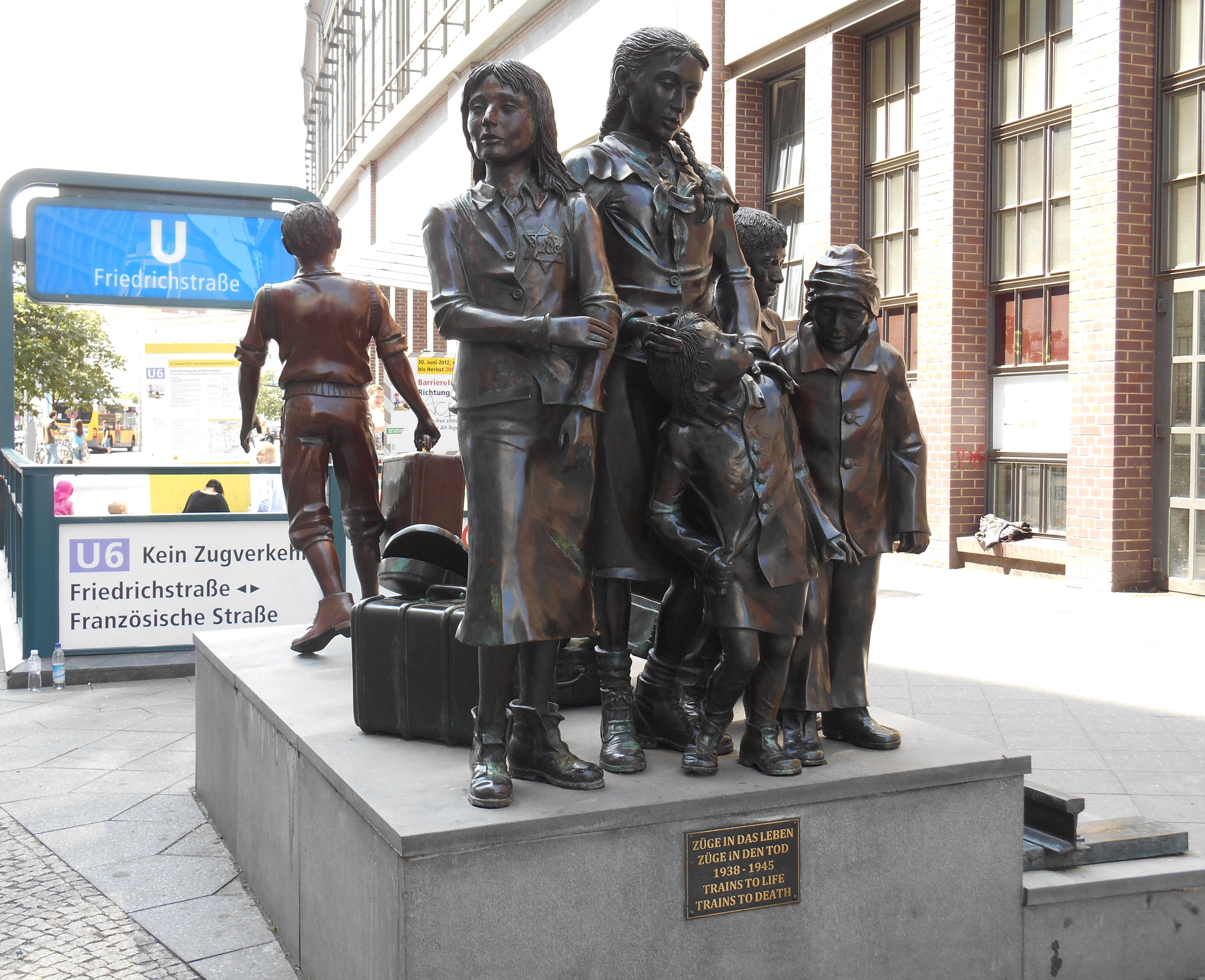
Memorial Kindertransport - Züge in das Leben - Züge in den Tod - Trains to Life, Trains to Death, Berlijn, Frank Meisler, 2008
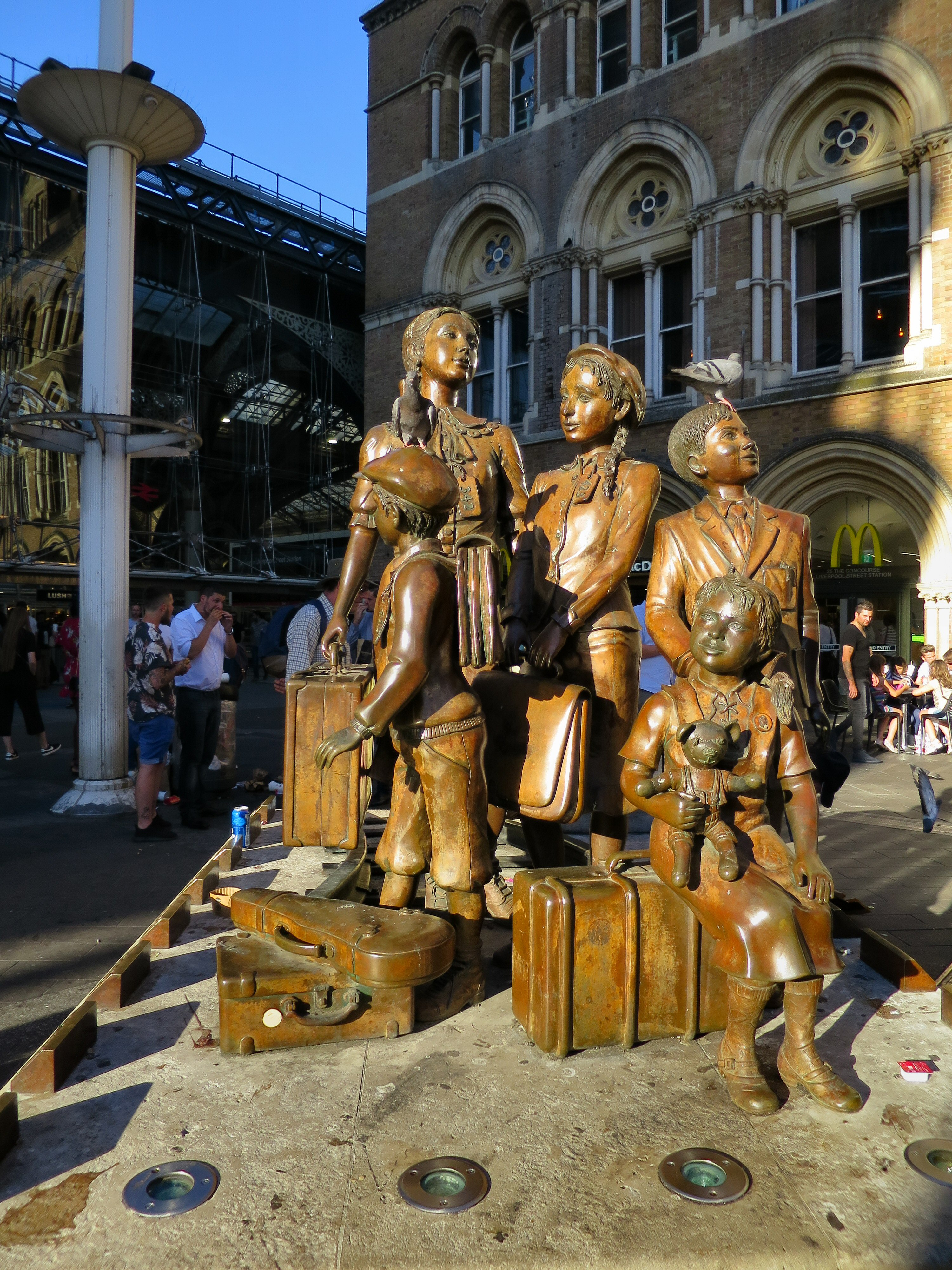
tKindertransport – The Arrival, Frank Meisler, 2006
Für das Kind, Flor Kent, 2003
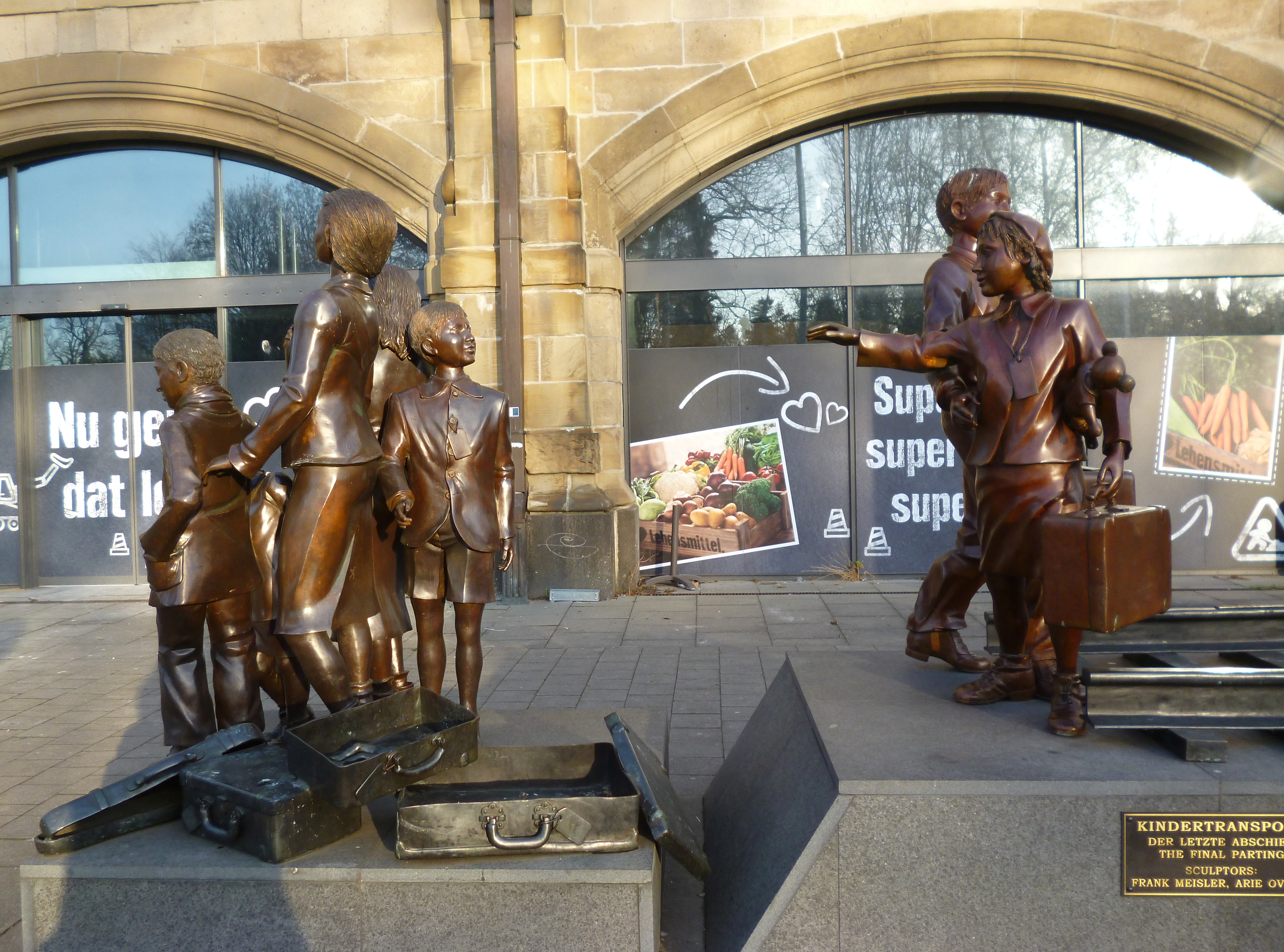
Kindertransport – Der letzte Abschied - The final parting, Hamburg, Frank Meisler, 2015